# Derribo del Mil Mi-24 en el Alto Karabaj
El derribo del Mil Mi-24 de la República de Armenia fue una ataque de las Fuerzas Armadas de Azerbaiyán durante el conflicto del Alto Karabaj el 12 de noviembre del 2014. En la operación murieron los tres tripulantes del helicóptero. 

## Eventos
De acuerdo con Armenia, el helicóptero pertenecía al separatista Ejército de Defensa de Nagorno-Karabaj que participaba en conjunto con una unidad armenia en ejercicios militares de una semana en la región disputada. Un comunicado emitido por el Ministerio de Defensa de Azerbaiyán afirmó que el helicóptero fue perteneciente a las Fuerzas Armadas de Armenia y se estaba preparando para atacar posiciones de Azerbaiyán en el distrito de Agdám. Esta versión fue desmentida por funcionarios de Ministerio de Defensa de Armenia, que declararon que el helicóptero no estaba armado y no entró en el espacio aéreo de Azerbaiyán.
El militar azerbaiyano que derribó el helicóptero, Ilkin Muradov, fue galardonado con la "Medalla de Tercer Grado" por el "servicio militar distinguido". 
El analista Thomas de Waal describió el derribo como "el peor incidente militar en más de 20 años desde el alto al fuego". El mismo día aparecieron fotografías en los medios de comunicación de Azerbaiyán donde supuestamente se mostraba el momento del derribo. Dos Mi-24 se ven paralelos al volar en la línea de contacto mientras que el misil tierra-aire es lanzado, cuyo sonido se escucha fuera del cuadro de enfoque del vídeo, golpea a uno de los helicópteros y este cae estrellándose en el suelo.
Tras el derribo, la parte de Armenia afirmó que las fuerzas azeríes continuaron disparando en el lugar del accidente, evitando que las fuerzas de Armenia recuperaran los cuerpos por varios días. El 22 de noviembre de 2014, de acuerdo con la parte armenia, unidades de las fuerzas especiales armenias recuperaron con éxito los cuerpos muertos de los tres pilotos, junto con las partes del helicóptero. Durante la operación la parte armenia sostiene que dos soldados azeríes trataron de impedir la recuperación de los restos y fueron asesinados. Expertos militares azeríes dijeron que el vídeo donde supuestamente se muestra el momento del derribo, fue un "material cuidadosamente editado".
Los tres oficiales muertos, según la parte armenia, fueron enterrados con todos los honores militares el 25 de noviembre en el cementerio militar Yerablur de Ereván. Un día antes sus cuerpos fueron colocados en la Iglesia Saint Sarkis en el distrito Nor Nork para una despedida, a la que asistieron el presidente Serzh Sargsyan, el primer ministro Hovik Abrahamyan, el ministro de Defensa Seyran Ohanyan y otros funcionarios.

## Reacciones
- Armenia: El Ministerio de Relaciones Exteriores "condenó enérgicamente" el derribo y añadió que "la parte azerbaiyana está violando groseramente los compromisos sobre la resolución pacífica del conflicto alcanzado durante las últimas cumbres". El portavoz del Ministerio de Defensa, Artsrun Hovannisian advirtió que "las consecuencias de esta escalada sin precedentes de la tensión, va a ser muy doloroso para Azerbaiyán".[1]

- Azerbaiyán: En el comunicado emitido el 20 de noviembre de 2014, el Ministerio de Asuntos Exteriores dice que "... dos Mi-24 de las fuerzas aéreas de la República de Armenia se acercaron e hicieron maniobras de ataque en las inmediaciones de las posiciones de las fuerzas armadas de la República de Azerbaiyán cercanas al pueblo de Kengerly en el distrito de Agdam, ocupada por la República de Azerbaiyán"... el ministerio también añade que "el helicóptero derribado pertenece a la base aérea N° 15 estacionado en la base militar cerca de Ereván Erebuni, de la República de Armenia y sus tripulantes eran militares de las fuerzas armadas de Armenia.[10]